# Vaudoy-en-Brie
Vaudoy-en-Brie település Franciaországban, Seine-et-Marne megyében. Lakosainak száma 881 fő (2022. január 1.). Vaudoy-en-Brie Amillis, Jouy-le-Châtel, Pécy, Le Plessis-Feu-Aussoux, Touquin, Voinsles és Beautheil-Saints községekkel határos.

## Népesség
A település népessége az elmúlt években az alábbi módon változott:
| Lakosok száma | 879  | 889  | 901  | 902  | 900  | 898  | 893  | 887  | 881  |
|               | 2013 | 2015 | 2016 | 2017 | 2018 | 2019 | 2020 | 2021 | 2022 |